# Marshalloverenskomsten underskrives
|  | Denne artikel er oprettet af botten PalnaBot ud fra en ekstern database. Den kan derfor have sproglige fejl eller mangler. Denne skabelon kan fjernes efter kontrol af indholdet. |

Marshalloverenskomsten underskrives er en film instrueret af ? efter manuskript af Johannes Laursen.

## Handling
En reportagefilm, der viser det øjeblik, tirsdag d. 29. juni kl. 10.15, da udenrigsminister Gustav Rasmussen og den amerikanske ambassadør Josiah Marvel Jr. underskriver Marshall-overenskomsten.